# Tadateru Konoé

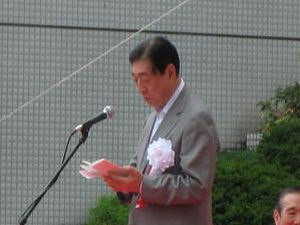
Tadateru Konoé

Tadateru Konoé (jap. 近衞 忠煇, Konoe Tadateru; * 8. Mai 1939 in der Präfektur Tokio als Moriteru Hosokawa (細川 護煇, Hosokawa Moriteru)) ist ein japanischer Funktionär der Internationalen Rotkreuz- und Rothalbmond-Bewegung.
Er erwarb 1962 einen Abschluss in Politikwissenschaften an der Gakushūin-Universität und absolvierte 1964 ein Studium an der London School of Economics im Bereich der internationalen Beziehungen. Seit 1964 ist er in verschiedenen Positionen für die nationale Rotkreuz-Gesellschaft Japans tätig, unter anderem 1988 als Generalsekretär, von 1991 bis 2005 als Vizepräsident und seit 2005 als Präsident.
In der Internationalen Föderation der Rotkreuz- und Rothalbmond-Gesellschaften war er von 1981 bis 1985 Direktor des Büros für Katastrophenvorsorge, von 1985 bis 1993 Mitglied der Finanzkommission und von 2005 bis 2009 Vizepräsident. Von 1995 bis 2003 gehörte er der Ständigen Kommission der Internationalen Rotkreuz- und Rothalbmond-Bewegung an, die zwischen den alle vier Jahre stattfindenden internationalen Rotkreuz- und Rothalbmond-Konferenzen das höchste Organ der Bewegung ist. Von 2009 bis 2017 fungierte er in Nachfolge des Spaniers Juan Manuel Suárez Del Toro Rivero als erster Vertreter eines asiatischen Landes als Präsident der Internationalen Föderation.

## Familie
Tadateru Konoé ist seit 1966 verheiratet mit Yasuko (甯子), der ältesten Tochter von Prinz Mikasa (Takahito) von Japan, und Vater des Drehbuchautors Tadahiro Konoe (近衞 忠大). Sein älterer Bruder ist der ehemalige japanische Ministerpräsident Morihiro Hosokawa. Sein Vater war der Politiker Morisada Hosokawa (細川 護貞) und sein Großvater mütterlicherseits der Ministerpräsident Fumimaro Konoe. Nachdem dessen Sohn Fumitaka in sowjetischer Kriegsgefangenschaft starb, adoptierte dessen Frau Masako Tadateru in die Familie Konoe. Sein Geburtsname war Moriteru (護煇).